# رسم حرمل الإمام
رسم حرمل الإمام بلدة ومركز ناحية رسم حرمل الإمام التابعة لمنطقة دير حافر في محافظة حلب في سوريا. تقع شمال شرق مدينة حلب. بلغ عدد سكان البلدة، حسب تعداد عام 2004، حوالي خمسة آلاف نسمة بينما بلغ عدد سكان الناحية (حيث تضم البلدات والقرى المجاورة) 30,029 نسمة.
البلدة هي مركز ناحية إدارية تابعة لمنطقة دير حافر. تبعد حوالي 55 كلم إلى الشرق من مدينة حلب وتقع شمال طريق حلب-الرقة على الطريق الواصل بين مدينتي الباب ودير حافر.

## الاقتصاد
يعتمد اقتصاد البلدة على الزراعة والتجارة والخدمات.

## التعليم
يوجد في البلدة أربع مدارس: ابتدائيتان، وإعدادية، وثانوية.